# Nannhausen
Nannhausen település Németországban, Rajna-vidék-Pfalz tartományban. Lakosainak száma 618 fő (2023. december 31.).

## Népesség
A település népességének változása:
| Lakosok száma | 535  | 579  | 592  | 614  | 623  | 618  |
|               | 1975 | 2017 | 2019 | 2021 | 2022 | 2023 |